# Horwagen
Horwagen ist ein Gemeindeteil des Marktes Bad Steben im Landkreis Hof (Oberfranken, Bayern). Horwagen liegt in der Gemarkung Bobengrün.

## Geografie
Das Dorf bildet mit Bobengrün im Nordosten eine geschlossene Siedlung. Im Ort entspringt ein namenloser rechter Zufluss des Bobengrüner Bachs. Eine Gemeindeverbindungsstraße führt nach Bobengrün zur Staatsstraße 2198 (0,8 km nordöstlich) bzw. nach Ziegelhütte (0,6 km westlich).

## Marmorbruch in Horwagen

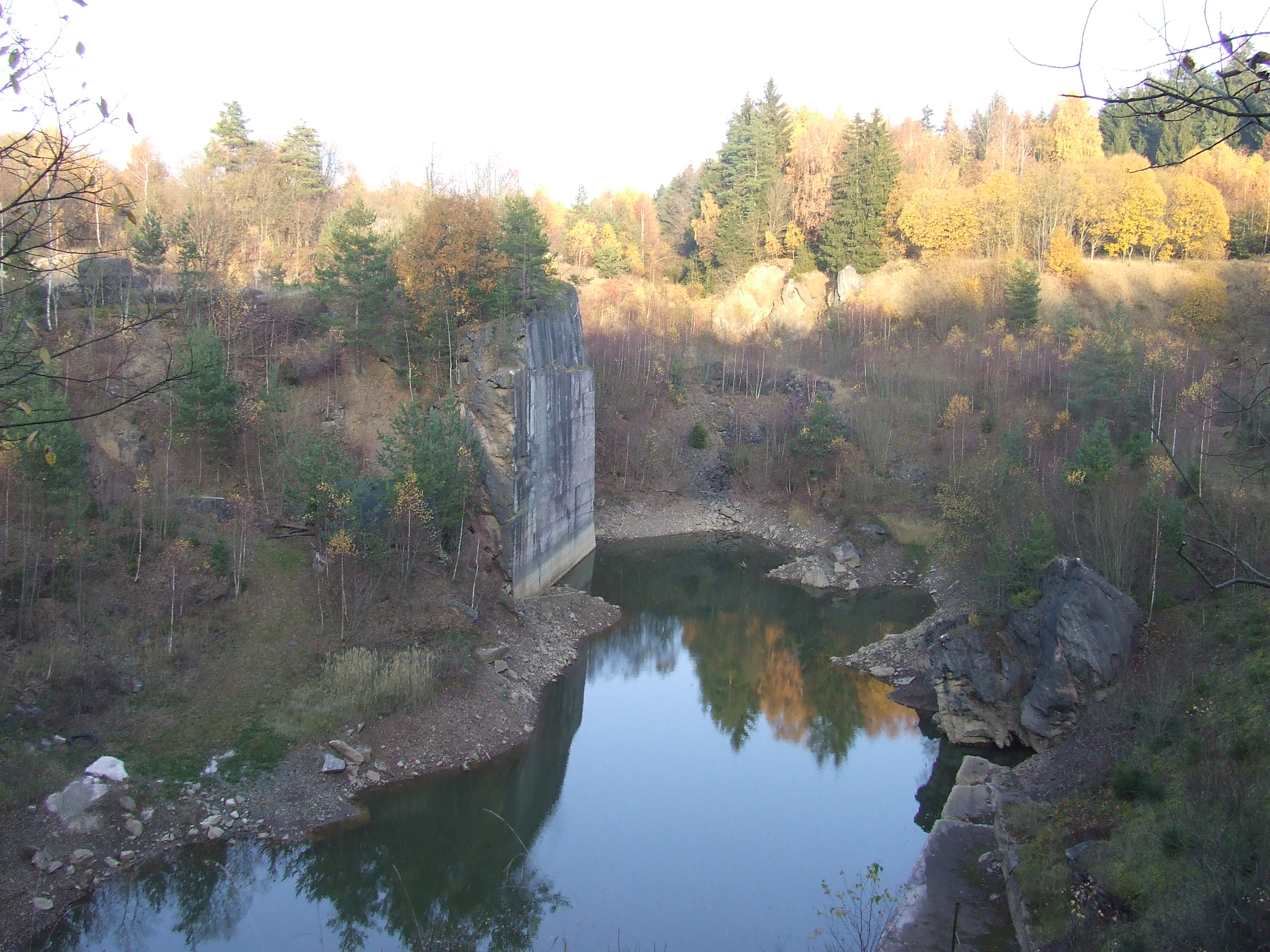
Marmorbruch in Horwagen (2011)

1882 nahm der Marmorsteinbruch Horwagen seinen Betrieb auf. Der Steinbruchbetrieb wurde in den frühen 1990er Jahren eingestellt. Im Juni 2005 verlieh das Bayerische Staatsministerium für Umwelt dem Marmorbruch Horwagen das Gütesiegel „Bayerns schönste Geotope“. Dort war bis Anfang der 1990er Jahre Flaserkalk, bekannt unter dem Handelsnamen Deutsch-Rot, abgebaut worden.

## Geschichte
Horwagen gehörte zur Realgemeinde Bobengrün. Gegen Ende des 18. Jahrhunderts bestand Horwagen aus sechs Anwesen (4 Halbhöfe, 2 halbe Gütlein). Die Hochgerichtsbarkeit hatte das bayreuthische Kasten- und Richteramt Lichtenberg. Das bayreuthische Kastenamt Thierbach war Grundherr sämtlicher Anwesen.
Von 1797 bis 1810 unterstand Horwagen dem Justiz- und Kammeramt Naila. Infolge des Ersten Gemeindeedikts wurde Horwagen dem 1812 gebildeten Steuerdistrikt Marxgrün und der zugleich entstandenen Ruralgemeinde Bobengrün zugewiesen. Im Zuge der Gebietsreform in Bayern wurde Horwagen am 1. Mai 1978 nach Bad Steben eingemeindet.

### Ehemaliges Baudenkmal
- Haus Nr. 11: Eingeschossiges, verputzt massives Kleinhaus, wohl spätes 18. Jahrhundert, mit Halbwalmdach und verputzten bzw. verschieferten Fachwerkgiebeltrapezen.[8]

### Einwohnerentwicklung
| Jahr      | 1799   | 1819  | 1861   | 1871   | 1885   | 1900   | 1925   | 1950   | 1961   | 1970   | 1987  |
| Einwohner | 38     | *     | 75     | 58     | 67     | 69     | 61     | 71     | 67     | 52     | 57    |
| Häuser    | 6      |       |        |        | 10     | 10     | 13     | 11     | 14     |        | 20    |
| Quelle    | [ 10 ] | [ 6 ] | [ 11 ] | [ 12 ] | [ 13 ] | [ 14 ] | [ 15 ] | [ 16 ] | [ 17 ] | [ 18 ] | [ 1 ] |

## Religion
Horwagen ist evangelisch-lutherisch geprägt und bis heute nach St. Walburga (Untersteben) gepfarrt (seit 1910 ist die Lutherkirche (Bad Steben) die Hauptkirche).